# Garamond (editore)
Garamond è stata una casa editrice italiana con sede a Roma, che ha operato dal 1989 a metà degli anni '10 del XXI secolo rivestendo nel mercato italiano un ruolo di precursore nel settore dell'editoria digitale scolastica.

## Storia
L'editrice Garamond era stata fondata a Roma nel 1989, richiamando nel nome uno dei caratteri (il Garamond) di più lunga tradizione tipografica. Il tema centrale delle proprie opere era stato l'uso didattico delle allora nascenti tecnologie multimediali. Altro filone era il tema dell'innovazione.
A fianco della produzione di libri cartacei e digitali l'editrice aveva sempre curato il rapporto con i docenti, anche con iniziative di ricerca e sperimentali. In particolare aveva curato un notiziario inviato per via email.
La rilevanza conseguita dalla Garamond nel settore dell'editoria digitale scolastica attirò l'attenzione Rizzoli Corriere della Sera che voleva interessarsi del settore, e che nel 2003 decise di rilevare la quota di partecipazione del 50%. Durante tale joint venture,  una delle iniziative più rilevanti fu nel 2005 l'organizzazione con l'Università della Tuscia di un il Master “eLearning: progettazione e Learning Object”. La collaborazione con RCS Group cessò dopo quattro anni. Dopo quattro anni la collaborazione fu interrotta e Garamond cessò di essere una partecipata di RCS Group.
La Garamond continuò ad essere particolarmente attiva nell'organizzare convegni sulla tematica dell'introduzione degli e-book nel campo didattico, utilizzando anche la denominazione Wikiscuola.
Il catalogo presentava 420 titoli indirizzati specialmente alle materie italiano e matematica per le scuole medie superiori.
La sua uscita nel 2011 dall'Associazione degli editori, motivata dal superamento, almeno negli ambiti specializzati scolastci, del copyright a favore delle licenze Creative Commons, suscitò clamore.
L'editore Garamond ha cessato la sua attività nel 2014 anche se i testi del suo catalogo risultano ancora elencati nei cataloghi dei siti specializzati.

## Settore dell'editoria musicale
Nel settore dell'editoria musicale la Garamond aveva predisposto materiale didattico, collaborato con la BMG Ricordi per il catalogo di musica contemporanea ed anche con alcune prestigiose organizzazioni quali:
- la Fondazione Claudio Monteverdi,
- la Commissione per l'edizione nazionale delle opere di Vincenzo Bellini,
- l'Istituto Italiano per la storia della musica,
- la Fondazione Chigiana,
- la Fondazione G. P. da Palestrina.
- il Centro Italiano di Musica Antica (CIMA)

## Wikiscuola
Il costante impegno di trovare forme innovative nel campo didattico aveva portato la Garamond a lanciare un progetto Wikiscuola per anni rimasto allo stato embrionale e poi rilanciato nell'autunno del 2014.

## Omonimie
Un omonimo Editore Garamond compare nel romanzo del 1988 Il pendolo di Foucault di Umberto Eco.